# Zoria: Age of Shattering
Zoria: Age of Shattering ist ein 2024 erschienenes Rollenspiel, das von Tiny Trinket Games entwickelt und von Anshar Publishing und Surefire Games für Windows und Linux veröffentlicht wurde.

## Handlung
Das Spiel ist in der Fantasiewelt Zoria angesiedelt, in der die Nation Iziria eine Invasion auf das Königreich Elion gestartet hat. Der Spieler übernimmt die Rolle von Hauptmann Witherel, einem Mitglied der Armee Elions.

## Spielprinzip
Es stehen elf verschiedene Klassen für den Spielecharakter zur Auswahl. Zusätzlich kann ein Spieler über 50 Gefährten rekrutieren, wobei bis zu vier davon gleichzeitig mit Hauptmann Witherel in einer Gruppe unterwegs sein können. Kämpfe sind rundenbasiert.

## Veröffentlichung
Zoria: Age of Shattering wurde von Tiny Trinket Games entwickelt, einem dreiköpfigen Team aus Bukarest (Rumänien). Das Spiel wurde 2022 erfolgreich über Kickstarter finanziert. Ursprünglich war eine Veröffentlichung im Early Access für April 2023 geplant, jedoch entschieden sich die Entwickler dagegen. Im August 2023 wurde das Spiel für das vierte Quartal 2023 angekündigt. Letztlich erschien es am 7. März 2024. Im Mai 2024 erschien ein Update, das zwei neue Klassen für den Spielercharakter enthält: Barde und Totenbeschwörer.